# Phelister sanguinipennis
Phelister sanguinipennis är en skalbaggsart som beskrevs av Sylvain Auguste de Marseul 1853. Phelister sanguinipennis ingår i släktet Phelister och familjen stumpbaggar. Inga underarter finns listade i Catalogue of Life.